# Гуров, Сергей Николаевич
Серге́й Никола́евич Гу́ров (настоящая фамилия — Гольдште́йн; 25 сентября 1901, Севастополь — 23 февраля 1962, Москва) — советский режиссёр игрового и неигрового кино. Заслуженный деятель искусств Латвийской ССР (1947), лауреат двух Сталинских премий (1948, 1950).

## Биография
Родился в Севастополе. C 1917 по 1918 год работал учеником слесаря на чугунолитейном заводе Ящинина, рабочим в порту, помощником кока, матросом 2-го класса.
Призван в Красную армию в декабре 1920 года, участник Гражданской войны 1920—1922 годов: был уполномоченным Особого отдела 46-й стрелковой дивизии, помощником начальника и начальником информации Особого пограничного отдела, помощником начальника районного пограничного пункта в Крыму.
После окончания рабочего факультета при II МГУ в 1924 году учился на экономическом факультете Московского института народного хозяйства имени Г. В. Плеханова, параллельно работал в тресте «Красный Восток» грузчиком.
С июля 1925 года работал монтажёром на Московской студии «Госкино», занимался разбором старых фильмов, с 1926 года — редактором в фильмотеке «Совкино», также подбирал киноматериалы к спектаклям ГосТиМа и Театра Революции. C ноября 1927 года — редактор-монтажёр сектора хроники фабрики культурфильм «Совкино» (с 1930 года — кино-фото объединение при «Союзкино»), с конца 1928 года занимался главным образом «Совкиножурналом». В 1930 году руководил первой выездной киноредакцией в Донбасс. Режиссёр Всесоюзной фабрики кинохроники «Союзкинохроника» с момента основания в 1931 году (Московская студия кинохроники — с 1933 года). С июня 1933 года принимал участие в деятельности кинопоезда.
В годы Великой Отечественной войны был режиссёром фронтовых киногрупп на Юго-Западном, 3-м Украинском и 1-м Прибалтийском фронтах. По окончании войны — режиссёр на Центральной студии документальных фильмов. Работал в документальном и художественно-документальном жанрах.
Один из режиссёров военных выпусков: «На защиту родной Москвы», «Союзкиножурнала». Смонтировал более 200 журналов кинопериодики: «Иностранная кинохроника», «Московская кинохроника», «Новости дня», «Советский спорт», «Совкиножурнал», «Союзкиножурнал».
Член РКП(б) (в 1920—1922 годах), член Союза кинематографистов СССР с 1957 года.
Скончался 23 февраля 1962 года в Москве. Похоронен на Новом Донском кладбище.

### Семья
- отец — Николай Николаевич Гольдштейн (1873— 1942), работал наборщиком; преследовался органами НКВД в 1938 году, тогда же освобождён;
- мать — Евгения Саввична Гольдштейн(Ракова) (1875—1938), домохозяйка;
- брат — Владимир Николаевич Гольдштейн (1907— ?), работал на меховой фабрике в Ленинграде, выпускник Военно-политической академии имени В. И. Ленина; член ВКП(б);
- первая жена — Антонина Константиновна Александрова (1903— ?), инженер-химик;
- вторая жена — Вера Павловна Гурова (урожд. Бурмистрова; 1903— ?), домохозяйка;
- дочь — Наталия Сергеевна Гурова (род. 1937);
- сын — Александр Сергеевич Гуров (род. 1939)[4].

## Фильмография
- 1930 — Большевистская весна
- 1930 — Все на перевыборы
- 1930 — На участках социалистического земледелия
- 1931 — Блок интервентов
- 1931 — Все трудящиеся — на перевыборы Советов
- 1931 — Даёшь уголь / Рудник им. Кагановича Подмосковного бассейна
- 1931 — Заем решающих побед
- 1931 — Перевыборы начались (Экстренный бюллетень № 2)
- 1931 — Подмосковный гигант
- 1931 — Суд идёт
- 1931 — Ударная стройка / Госшаркоподшиникстрой
- 1931 — Штурм на рельсах
- 1932 — Страна требует угля
- 1932 — Четвёртый завершающий
- 1933 — Дела путейские
- 1933 — Мастера земли
- 1933 — Работать без потерь
- 1933 — Товарищ прокурор (совместно с С. Бубриком)
- 1934 — Встреча героев (совместно с И. Сеткиной)
- 1935 — VII Всесоюзный. Спецвыпуск / VII Всесоюзный съезд Советов в Москве
- 1935 — XII съезд Советов
- 1935 — XVIII Октябрь (совместно с И. Копалиным и И. Сеткиной)
- 1935 — Великий учёный великого народа
- 1935 — Праздник великого народа (в соавторстве)
- 1935 — С. М. Киров (совместно с Я. Блиохом и И. Сеткиной)
- 1935 — Счастливая юность / Парад физкультурников на Красной площади в Москве (совместно с М. Кауфманом, И. Посельским, И. Сеткиной)
- 1936 — X съезд ВЛКСМ. Спецвыпуск (совместно с С. Бубриком, Л. Варламовым)
- 1936 — X съезд комсомола (совместно с С. Бубриком)
- 1936 — XV Октябрь (совместно с С. Бубриком и И. Сеткиной)
- 1936 — Академик Павлов
- 1936 — Будем готовы к противовоздушной химической обороне
- 1936 — Герои колхозного труда
- 1936 — Праздник весны социализма (совместно с С. Бубриком и И. Сеткиной)
- 1936 — Праздник народов (совместно с С. Бубриком и И. Сеткиной)
- 1936 — С трибуны X съезда комсомола
- 1937 — Визит дружбы (совместно с С. Бубриком)
- 1937 — Москва выбирает (совместно с В. Бойковым)
- 1937 — Подвиг сталинских соколов (совместно с С. Бубриком)
- 1937 — Полёт героев
- 1937 — Северный полюс завоёван нами (совместно с С. Бубриком)
- 1938 — 1 мая (совместно с Ф. Киселёвым и М. Слуцким)
- 1938 — 20 лет РККА и Военно-Морского Флота СССР
- 1938 — XVIII съезд ВКП(б) (совместно с И. Сеткиной)
- 1938 — Великая годовщина XXI Октября (совместно с Н. Соловьёвым)
- 1938 — Песня молодости
- 1938 — Речь В. М. Молотова на 1-й сессии Верховного Совета СССР 19 января 1938 г. (совместно с В. Бойковым)
- 1938 — С трибуны I сессии Верховного Совета 1 созыва
- 1939 — XVIII съезд ВКП(б) (5 выпусков) (совместно с И. Сеткиной)
- 1939 — Великая присяга (совместно с В. Бойковым, И. Кравчуновским)
- 1939 — Открытие ВСХВ
- 1939 — Песни и пляски горняков Донбасса (совместно с В. Бойковым, И. Кравчуновским)
- 1940 — 1 мая 1940 года (совместно с И. Сеткиной)
- 1940 — Боевая молодость (совместно с И. Сеткиной и М. Фиделевой)
- 1940 — Боевые будни (совместно с И. Кравчуновским)
- 1940 — Могучее оружие большевизма (совместно с И. Кравчуновским и М. Фиделевой)
- 1940 — С именем Сталина (совместно с И. Сеткиной)
- 1941 — Все силы народа на разгром врага. Выпуск № 1
- 1941 — Слушайте, женщины!
- 1942 — У казаков-доваторцев
- 1943 — Гвардейцы-миномётчики
- 1943 — Комсомольцы (совместно с Л. Степановой)
- 1945 — «Рейнджерс» — «Динамо». Спецвыпуск
- 1946 — 1 мая (цветной и ч/б вариант; совместно с И. Сеткиной и И. Посельским)
- 1947 — Карело-Финская ССР (совместно с Л. Кристи)
- 1947 — Советская Латвия (совместно с Л. Кристи)
- 1948 — 1 мая (цветной и ч/б вариант; совместно с И. Сеткиной)
- 1948 — XXXI Октябрь
- 1949 — День Воздушного флота СССР (совместно с В. Бойковым)
- 1950 — XXX лет Советского кино (совместно с В. Бойковым)[8]
- 1950 — XXXIII Октябрь (совместно с И. Венжер)
- 1950 — Страна голосует
- 1951 — Встреча велосипедистов СССР и Болгарии
- 1951 — Народные таланты
- 1952 — 150-летие со дня рождения В. Гюго
- 1952 — В честь братской дружбы
- 1952 — Международные товарищеские соревнования велосипедистов
- 1953 — Арена смелых (совместно с Ю. Озеровым)
- 1954 — Мастера индийского искусства[9]
- 1954 — Советская выставка в Копенгагене
- 1955 — Английский драматический театр в Москве
- 1955 — Счастливая юность / Весенние голоса (совместно с Э. Рязановым)
- 1956 — Артисты Индии в СССР
- 1956 — Гости из Бразилии
- 1956 — От Волхова к Ангаре (совместно с Н. Соловьёвой)
- 1957 — Великий поворот / Как это было
- 1957 — Гости из Бельгии в СССР
- 1957 — Под куполом цирка
- 1958 — XX век[10]
- 1959 — Воспоминания о Ленине
- 1959 — Поезд дружбы
- 1960 — Венгрия показывает
- 1960 — Женщины мира
- 1960 — Я видел любовь к Индии
- 1961 — Для нашего дома
- 1961 — Мы видели Ленина
- 1961 — Первый визит

Сценарист
- 1953 — Арена смелых (совместно с Ю. Озеровым)
- 1957 — Великий поворот / Как это было (совместно с Ю. Каравкиным)

## Награды и звания
- медаль «За оборону Москвы» (1943)[4][11];
- орден Отечественной войны II степени (16 мая 1945)[12];
- орден Красной Звезды (7 февраля 1945)[13];
- медаль «За победу над Германией в Великой Отечественной войне 1941—1945 гг.» (1945)[4][11];
- заслуженный деятель искусств Латвийской ССР (10 апреля 1947)[7];
- медаль «В память 800-летия Москвы» (1948)[4];
- Сталинская премия второй степени (1948) — за фильм «Советская Латвия» (1947)[1];
- Сталинская премия первой степени (1950) — за фильм «День Воздушного флота СССР» (1949)[1];
- премия на IV МКФ документальных и короткометражных фильмов в Венеции (1953) за фильм «Арена смелых»[14];
- медаль «За взятие Кёнигсберга»[7];
- медали СССР[7].

## Память
Хроникальные кадры, запечатлевшие С. Н. Гурова, включены в документальные ленты ЦСДФ «25-летний юбилей ЦСДФ» (1957) и «Волшебный луч» (1963).

## Комментарии
1. ↑  Как сотрудник органов ВЧК, в 1921 году во время работы в Особом отделе 46-й стрелковой дивизии сменил фамилию на Гуров[4].